# Реј Ламонтејн
Рејмонд Чарлс Џек „Реј” Ламонтејн (енгл. Raymond Charles Jack "Ray" LaMontagne; рођен 18. јуна 1973) амерички је кантаутор и музичар. Ламонтејн је издао седам студијских албума, Trouble, Till the Sun Turns Black, Gossip in the Grain, God Willin' & the Creek Don't Rise, Supernova, Ouroboros и Part of the Light. Рођен је у Њу Хемпширу, а инспирацију за стварање музике добио је након што је чуо албум Стивена Стилса. Критичари су упоредили Ламонтејнову музику са музиком Отиса Рединга, Д бенда, Ван Морисона, Ника Дрејка и Тима Баклија.

## Младост
Ламонтејн је рођен у Нашуи, у Њу Хемпширу, 1973. године и једно је од шесторо деце које је одгојила његова мајка. У раним тинејџерским годинама живео је у Моргану, у Јути, и био је више заинтересован за цртање слика Лагума и змајева него за школске активности. По завршетку средње школе, Ламонтејн се преселио у Луистон, Мејн, и нашао посао у фабрици обуће. Ламонтејн је такође провео доста времена у Вилтону, Мејн. Други извори наводе да је у својим тинејџерским годинама живео у Мејну, проводећи вријеме у Тарнеру и Бакфилду.

## Стил
Ламонтејн има јединствени вокални стил за који каже да га је створио певањем кроз стомак уместо кроз нос. Он наводи Стивена Стилса, Ричарда Мануела и Рика Данка као јаке музичке утицаје, док критичари упоређују Ламонтејнову музику са музиком Д Бенда, Ван Морисона, Ника Дрејка и Тима Баклија. Ролинг стоун је у рецензији његовог албума Supernova описао његов глас као „беспрекорно излизан тенор” и његово фразирање као „мраморни глас”.

## Дискографија
Студијски албуми
- Trouble (2004)
- Till the Sun Turns Black (2006)
- Gossip in the Grain (2008)
- God Willin' & the Creek Don't Rise (2010)
- Supernova (2014)
- Ouroboros (2016)
- Part of the Light (2018)